# Gregory Reid Wiseman
Gregory Reid Wiseman (Baltimore, Maryland, 1975. november 11. –) amerikai haditengerészeti pilóta, űrhajós.
2009 júniusában kiválasztották, mint a NASA 20. űrhajóscsoportjának tagja, majd 2011-ben lett hivatalosan is űrhajós. Első űrrepülését az Expedition 40/41 legénységének tagjaként végezte, ami 2014. május 28-án startolt el, a Nemzetközi Űrállomást célozva. Öt hónapot töltött az űrben. Mielőtt csatlakozott a NASA-hoz, haditengerészeti pilóta és tesztpilóta volt. 2017 júniusától az Űrhajósiroda igazgatóhelyettese volt Patrick Forrester alatt, majd 2020. december 18-án megkapta az igazgatói állást.
Wisemant választották az Artemis II űrrepülés parancsnokának, ami 2024-ben fogja körberepülni a Holdat.

## Életpálya
1997-ben a Rensselaer Politechnikai Intézetben szerzett üzemmérnöki diplomát. 1999-ben kapott repülőgépvezetői jogosítványt. Szolgálati repülőgépe az F–14 Tomcat volt. Harci bevetései során szolgált Irakban a Southern Watch biztosításában, Afganisztánban a Tartós Szabadság a háború biztosításában, valamint Irakban az Iraki Szabadság hadműveleteiben. 2004. -ben letz az Amerikai Egyesült Államok Haditengerészetének tesztpilótája. Az F–35 Lightning II, az F–18 valamint a T–45 különböző módozatait (fegyverzet, elektronika) tesztelte. 2006-ban a Johns Hopkins Egyetemen rendszerfejlesztésből mérnöki oklevelet kapott. Az USS Dwight D. Eisenhower (CVN–69) repülőgép-hordozó osztályvezetője.
2009-ben 3500 pályázó közül választották ki azt a 9 űrhajósjelöltet, akik a 20. NASA csoport tagjaként június 29-től a Lyndon B. Johnson Űrközpontban részesült űrhajóskiképzésben. A Szojuz űrhajó igénybevétele miatt három hónapos kiképzésben részesült a Jurij Gagarin Űrhajóskiképző Központban. A Nemzetközi Űrállomás 40. személyzetének kijelölt fedélzeti mérnöke.

## Űrrepülések
Moszkvában az Orosz Szövetségi Űrügynökség és a NASA képviselői 2014. január 15-én kijelölték az ISS űrállomás 39., a 40., a 41. és a 42. küldetés tagjait.
Szojuz TMA–13M (2014. május 28-tól – november 17-ig) tervezett programjának fedélzeti mérnöke. A 40. Nemzetközi Űrállomás (ISS) személyzet amerikai (szolgálati társai orosz és német űrhajós) tagja.

### Tartalék személyzet
Szojuz TMA–11M fedélzeti mérnöke